# Pi Radio
Pi Radio est une radio associative locale de Berlin.

## Histoire
Pi Radio commence à émettre au début des années 1990 comme une radio pirate. En 1995, à l'initiative de l'Association nationale des radios libres Berlin-Brandebourg, l'association Pi Radio e. V. est fondée en regroupant une association des groupes de radios associatives locales, d'initiatives culturelles et d'individus intéressés. Les groupes fondateurs sont notamment Radio Kabelbrand, Radio P, Radio 100.000, Klangwerk et d'anciens employés de Radio 100 et DT64.
Pi Radio diffuse un bloc hebdomadaire de quatre heures sur le canal ouvert au public jusqu'à fin 1995. En octobre 1995, l’association a organisé la Berliner Unabhängigen Radio Nächte (B.U.R.N.), un programme modèle de 48 heures sur la fréquence événementielle (94,8 MHz), associé à des concerts dans 11 clubs berlinois. En 1996 et au printemps 1997, Pi-Radio organise des manifestations radiophoniques dans des lieux publics où le contenu du programme et le fonctionnement des radios gratuites sont présentés. Au début du nouveau millénaire, Pi Radio participe à la campagne pour une radio gratuite, organise des manifestations culturelles, des tables rondes, des pétitions et des fêtes.
Comme la Medienanstalt Berlin-Brandenburg (MABB) n'accorde pas de licence de diffusion indépendante à une associative locale dans le district de Brandebourg-Brandebourg dans un avenir immédiat, Pi Radio multiplie les licences événementielles. Depuis le 22 mai 2010, il y a une licence pour une durée d'un an pour une radiodiffusion non commerciale propre de Pi Radio en partage avec 88vier à la Brotfabrik.

### Source de la traduction
- (de) Cet article est partiellement ou en totalité issu de l’article de Wikipédia en allemand intitulé « Pi Radio » (voir la liste des auteurs).